# Salomea Genin

Renia und Loni (Salomea) im Wedding (1934)

Salomea Genin (geboren 1932 in Berlin) ist eine deutsch-australische Publizistin. Sie war inoffizieller Mitarbeiterin (IM) des Ministeriums für Staatssicherheit (MfS) bis Mitte 1982, später wurde sie Oppositionelle und Mitglied des Neuen Forums in der DDR.

## Leben und Wirken
Salomea („Loni“) kam am 31. August 1932 als dritte Tochter polnisch-russischer jüdischer Eltern im jüdischen Krankenhaus von Berlin-Wedding zur Welt. Bei ihrer Geburt erhielt sie den Namen Salomea, doch wurde ihre Mutter von der jüdischen Krankenschwester gewarnt, dass ihr Kind mit diesem jüdischen Namen Probleme in der Schule bekommen würde, deswegen wurde sie Loni genannt.

Loni zusammen mit der Mutter und den beiden Schwestern (Januar 1938)

Ihr Vater Abraham Genin war gelernter Buchdrucker. In den 20er Jahren benutzte er sein Wissen, um Banknoten zu fälschen, dafür kam er für drei Jahre in ein Berliner Gefängnis. Scheindl, die Mutter Salomeas, ließ sich 1937 von ihrem Mann scheiden. Abraham wanderte nach Shanghai aus. 1938 flüchtete Salomeas älteste Schwester aus Deutschland, als sie bei der Polizei wegen ihres Verhältnisses zu einem jungen Nichtjuden angezeigt wurde. Im Mai 1939 gelang Scheindl und ihren beiden jüngeren Töchtern die Ausreise aus Nazideutschland. Ein Onkel in Australien hatte ihnen das nötige Affidavit besorgt, das ein Visum für Australien ermöglichte. Die Berliner Jüdische Gemeinde bezahlte die teure Überfahrt. Die Familie lebte dann in Melbourne.
In Melbourne wurde Salomea 1944 Jungkommunistin und trat 1949 der Kommunistischen Partei Australiens bei, als diese gerade verboten werden sollte. 1951 war sie Mitglied der australischen Delegation zu den 3. Weltfestspielen der Jugend und Studenten in Ost-Berlin. Salomea war von der DDR begeistert und wollte unbedingt dort leben. 1954 kehrte sie nach West-Berlin zurück und versuchte in die DDR einzuwandern, doch man ließ sie nicht. Sie lebte zunächst in West-Berlin und zeitweise in England. In der Zeit als Sekretärin bei Aktion Sühnezeichen (West) ließ sie sich aus Überzeugung vom Ministerium für Staatssicherheit als IM anwerben.

Verdeckte Aufnahme von Salomea Genin und Bonzo durch die Stasi (1957)

Nach neun Jahren Wartezeit erlitt Salomea einen Nervenzusammenbruch, 1963 durfte sie endlich nach Ost-Berlin übersiedeln. Sie arbeitete beim Auslandsrundfunk der DDR und wurde Mitglied der SED. In den kommenden Jahren lernte sie den Unterschied zwischen marxistischer Theorie und sozialistischer Lebensrealität kennen. 1982 kam Genin zu der Erkenntnis, dass sie bei der Schaffung eines Polizeistaates mitgeholfen hatte. Daraufhin wurde sie suizidal. 1985 fand sie Hilfe durch Psychotherapie. Im Mai 1989 trat sie aus der SED aus und wurde im September 1989 Mitglied des Neuen Forums.
Nach 1990 veröffentlichte Salomea Genin ihre eigene Geschichte und die ihrer Familie in zwei Büchern und auf mehreren CDs. Außerdem brachte sie ihre Geschichte etliche Male mit Gedichten, Liedern und in erzählender Weise bei öffentlichen Auftritten zu Gehör, z. B. mehr als 10 Jahre im Hackeschen Hoftheater.
Viele Jahre trat sie zudem bei der Zeitzeugenbörse auf und berichtete an Schulen und anderen Orten von ihren persönlichen Erfahrungen in zwei Diktaturen.

## Publizistische und künstlerische Tätigkeiten
- Scheindl und Salomea. Das Buch wurde 1992 als Fischer-Taschenbuch veröffentlicht und 2014 beim Verlag Berlin Brandenburg neu gedruckt.
- 2009 erschien ihr zweites Buch Ich folgte den falschen Göttern – eine australische Jüdin in der DDR. Auch beim Verlag Berlin Brandenburg.
- Am 8. Oktober 2016 war die Premiere des dokumentarischen Theaterstücks Atlas des Kommunismus im Gorki Theater in Berlin-Mitte. In dem Stück erzählen ein Mann und sieben Frauen aus ihren Leben und ihre Verbindungen zur DDR. Salomea Genin ist die Haupterzählerin. Regie führte Lola Arias und Ruth Reinecke, eine langjährige Schauspielerin am Gorki, die sich selbst spielt.

Plakat des Theaterstückes Atlas des Kommunismus (2016)

## Schriften
- Scheindl und Salomea. Von Lemberg nach Berlin (= Teil von: Anne-Frank-Shoah-Bibliothek). Nachwort Wolfgang Benz. 1. Auflage, [neue Ausgabe]. Verlag für Berlin-Brandenburg, Berlin 2014, ISBN 978-3-942476-98-0.
- Ich folgte den falschen Göttern. Eine australische Jüdin in der DDR. Verlag für Berlin-Brandenburg (vbb), Berlin 2009, ISBN 978-3-942476-35-5; 2., überarb. Auflage. Ebenda 2012, gleiche ISBN.
- Salomea Genin erzählt aus ihrem Leben: „Ich kam als Kommunistin in die DDR – und fand zurück zu meinen jüdischen Wurzeln“. Interview, Ton, Bearb., Coverfoto von Gabriele Diedrich. Paul-Lazarus-Stiftung, Wiesbaden 2012, ISBN 978-3-942902-04-5, 2 CDs (138 Min.), Booklet.
- Wie eine jüdisch sich selbst hassende Kommunistin zur Jüdin wurde oder Wie ich in den Schoß der Familie zurückkehrte. Manuskriptauszug (1989). In: Andreas Lixl-Purcell (Hrsg.): Erinnerungen deutsch-jüdischer Frauen 1900–1990 (= Reclams Universal-Bibliothek. Band 1423). Reclam, Leipzig 1992, ISBN 3-379-01423-0, S. 423–448; 2. Auflage. Ebenda 1993, gleiche ISBN.

## Filme
- 2018: Schalom neues Deutschland – Juden in der DDR. Regie: Tom Franke, Mark Chaet, Lutz Rentner[7]
- 2025: Salomea. Buch und Regie Miriam Pfeiffer[8]